# Diastema micranthum
Diastema micranthum är en tvåhjärtbladig växtart som beskrevs av John Donnell Smith. Diastema micranthum ingår i släktet Diastema och familjen Gesneriaceae. Inga underarter finns listade i Catalogue of Life.